# Dara Howell
Dara Howell (ur. 23 sierpnia 1994 w Huntsville) – kanadyjska narciarka dowolna, specjalizująca się w slopestyle’u i half-pipie. Pierwsza w historii mistrzyni olimpijska w narciarskim slopestyle’u; tytuł ten wywalczyła podczas rozgrywanych w 2014 roku igrzysk olimpijskich w Soczi. Zdobyła też srebrny medal w tej samej konkurencji na rozgrywanych rok wcześniej mistrzostwach świata w Voss. Najlepsze wyniki w Pucharze Świata osiągnęła w sezonie 2013/2014, kiedy to zajęła 19. miejsce w klasyfikacji generalnej, a w klasyfikacji slopestyle’u była trzecia. W klasyfikacji slopestyle’u trzecie miejsce zajęła również w sezonie 2012/2013.

## Osiągnięcia

### Igrzyska olimpijskie
| Miejsce | Dzień     | Rok  | Miejscowość | Konkurencja | Zwycięzca     |
| ------- | --------- | ---- | ----------- | ----------- | ------------- |
| 1.      | 11 lutego | 2014 | Soczi       | Slopestyle  | -             |
| 21.     | 17 lutego | 2018 | Pjongczang  | Slopestyle  | Sarah Höfflin |

### Mistrzostwa świata
| Miejsce | Dzień   | Rok  | Miejscowość | Konkurencja | Zwyciężczyni |
| ------- | ------- | ---- | ----------- | ----------- | ------------ |
| 2.      | 9 marca | 2013 | Voss        | Slopestyle  | Kaya Turski  |

### Puchar Świata

#### Miejsca w klasyfikacji generalnej
- sezon 2011/2012: 75.
- sezon 2012/2013: 30.
- sezon 2013/2014: 19.
- sezon 2015/2016: 85.
- sezon 2016/2017: 59.
- sezon 2017/2018: 69.
- sezon 2018/2019: 106.
- sezon 2019/2020: 70.

#### Miejsca na podium w zawodach
1. Ushuaia – 7 września 2012 (slopestyle) – 3. miejsce
2. Copper Mountain – 12 stycznia 2013 (slopestyle) – 2. miejsce
3. Cardrona – 25 sierpnia 2013 (slopestyle) – 2. miejsce
4. Copper Mountain – 21 grudnia 2013 (slopestyle) – 1. miejsce
5. Québec – 24 marca 2018 (big air) – 1. miejsce
6. Modena – 3 listopada 2019 (big air) – 3. miejsce